# Anatol Gupieniec
Anatol Anatoliusz Gupieniec (ur. 20 listopada 1914 w Brześciu nad Bugiem, zm. 3 stycznia 1985 w Łodzi) – historyk sztuki, numizmatyk, łódzki działacz kultury.
Pochowany na nowym cmentarzu prawosławnym.

## Studia
Studiował historię na Uniwersytecie Stefana Batorego w Wilnie (po ukończeniu gimnazjum w 1935). Studia przerwała mu wojna.
W 1939 służył w 2 Pułku Strzelców Podhalańskich. Później był internowany (w obozie Kozielszczyzna pod Połtawą, a następnie w Kozielsku).
Studia wyższe ukończył w Łodzi – historię sztuki na Uniwersytecie Łódzkim (UŁ).

## Praca
Po zakończeniu wojny przybył do Łodzi i podjął pracę przy ochronie zabytków w Wojewódzkim Urzędzie Kultury i Sztuki. W latach 1948–1980 był organizatorem i następnie długoletnim kustoszem Gabinetu Numizmatycznego Muzeum Archeologicznego i Etnograficznego w Łodzi przy Placu Wolności.

## Publikacje
Stworzył pismo „Łódzki Numizmatyk” i był jego redaktorem.
W czasopismach naukowych i popularnonaukowych ogłosił wiele prac o skarbach i znaleziskach monet m.in.: Skarb monet wczesnośredniowiecznych z Łasku (1956–1957), Nieznane znaleziska monet wczesnośredniowiecznych (1958), Monety średniowieczne znalezione na terenie Gdańska (1963).
Opublikował 34 odcinki porad kolekcjonerskich w dwumiesięczniku "Zrób Sam" (1980-1985; ostatnie artykuły, z 1985, ukazały się pośmiertnie).

## Działalność społeczna
Był działaczem Polskiego Towarzystwa Archeologicznego i Numizmatycznego, popularyzatorem numizmatyki.

## Odznaczenia
- Honorowa Odznaka Miasta Łodzi
- Odznaka Zasłużonego Działacza Kultury
- Złoty Krzyż Zasługi

## Rodzina
Żoną Anatola Gupieńca była prof. dr hab. Romana Barnycz-Gupieniec, wykładowca akademicki Uniwersytetu Łódzkiego.

## Upamiętnienie
Postać Anatola Gupieńca została przedstawiona na okolicznościowym medalu wydanym z okazji 45. rocznicy powstania łódzkiego oddziału Polskiego Towarzystwa Numizmatycznego (2006).